# Amherst, Massachusetts
Amherst (/ˈæmərst/) este un oraș din comitatul Hampshire, Massachusetts, Statele Unite ale Americii, în valea râului Connecticut. Începând cu recensământul din 2020, populația era de 39.263 de locuitori, ceea ce o face cea mai populată municipalitate din comitatul Hampshire (deși reședința de județ este Northampton). Orașul găzduiește Colegiul Amherst, Colegiul Hampshire și University of Massachusetts Amherst, trei dintre cele cinci colegii. Numele orașului este pronunțat fără h („AM-erst”) de către băștinași și locuitorii de lungă durată, dând naștere la zicala locală, „doar „h” tace”, cu referire atât la pronunție și către populația activă politic a orașului.
Amherst are trei locuri desemnate de recensământ: Amherst Center, North Amherst și South Amherst.
Amherst face parte din Springfield, Massachusetts Metropolitan Statistical Area. Situat 22 mile (35 km) la nord de orașul Springfield, Amherst este considerat cel mai nordic oraș din regiunea metropolitană Hartford–Springfield, „Coridorul de cunoaștere”. Amherst este, de asemenea, situat în Pioneer Valley, care cuprinde comitatele Hampshire, Hampden și Franklin.